# Lu Wei
Lu Wei (chinois simplifié : 鲁炜, chinois traditionnel : 魯煒; pinyin: Lǔ Weǐ) né en janvier 1960, est un homme politique chinois, il est l'ancien chef adjoint du département de la propagande du Comité central du Parti communiste chinois. Il a également occupé le poste de directeur du Bureau central du Groupe central de pointe pour la sécurité et l'informatisation de l'Internet ainsi que celui de l'Administration du cyberespace de Chine, (CAC) d'avril 2013 à juin 2016.

## Biographie
Lu Wei est né à Chaohu, dans la province de l'Anhui, en janvier 1960. Il est diplômé de l'université du Guangxi.
Il est un ancien journaliste et dirigeant de l’agence officielle Xinhua (Chine nouvelle). De 2011 à 2013, il est maire adjoint de Pékin responsable du département de la propagande.
Surnommé le « tsar de l’Internet chinois » par les médias chinois, Lu Wei a dirigé l'Administration du cyberspace de Chine (CAC), organisme créé en 2014 par le président chinois Xi Jinping.
Lu Wei reconnaît la mise en place d'un puissant dispositif pour contrôler la Toile chinoise. Il indique que la « répression des crimes et des rumeurs en ligne » doit permettre de protéger « les netizens (contraction du mot net désignant les réseaux informatiques, et de citizen, traduction anglaise du mot citoyen), et les adolescents ». Pour Lu Wei : « La liberté est notre objectif, l’ordre est notre moyen ». Cette vision est contestée par l'ONG Reporters sans frontières, qui y voit un moyen de « bloquer systématiquement toute critique ou révélation embarrassante pour le Parti communiste ». RSF qualifie Lu Wei de « cyber-propagandiste du Parti communiste ».
Le rôle de Lu Wei dans le dispositif est double. D'une part, il est le concepteur technique du système de contrôle. D'autre part, il a assuré la promotion du concept de la « souveraineté d'Internet » qui autorise les nations à contrôler ce « nouveau territoire ». Ce concept gagne du terrain en particulier chez certains régimes qui veulent une « Grande Muraille cybernétique ». Ainsi, lors de la rencontre Chine-ASEAN (Association des nations de l'Asie du Sud-Est), à Nanning en septembre 2015, il tient un discours lors de la cérémonie d'ouverture devant 200 représentants de pays de la zone asiatique, des cadres chinois de l'Internet tels que Tencent, Alibaba et Sina.
En juin 2016, Lu Wei est remplacé à son poste de responsable des autorités du cyberespace par Xu Lin.
En mars 2019, il est condamné à 14 ans de prison pour corruption.